# Emeka Okafor
Emeka Okafor, właśc. Chukwuemeka Noubuisi Okafor (ur. 28 września 1982 w Houston) – amerykański koszykarz, występujący na pozycjach silnego skrzydłowego lub środkowego, brązowy medalista olimpijski z 2004, obecnie zawodnik Ulsan Mobis Phoebus.
Jest synem emigrantów nigeryjskich. Ukończył University of Connecticut. Wybrany z numerem drugim w drafcie NBA w 2004 przez Charlotte Bobcats. Gra na pozycji centra. Na początku swojej zawodowej kariery był przez wielu uznawany za największy młody talent NBA. Jest jednym z najlepszych blokujących w lidze.
Grał w reprezentacji olimpijskiej, która zdobyła brązowy medal na igrzyskach w Atenach w 2004.
W 2009 przeszedł do zespołu New Orleans Hornets. 20 czerwca 2012 roku został wymieniony do Washington Wizards.
25 października 2013, tuż przed rozpoczęciem sezonu 2013/2014 został wytransferowany wraz z chronionym wyborem I rundy draftu 2014 do Phoenix Suns w zamian za Marcina Gortata, Shannona Browna, Kendalla Marshalla i Malcolma Lee. Nigdy nie wystąpił w barwach zespołu z Arizony z powodu przepukliny dysku szyjnego, odkrytej we wrześniu 2013. Najpierw stracił cały sezon 2013/2014 z powodu tego urazu, a następnie trzy kolejne. Dopiero 13 maja 2017 wydano mu oficjalne świadectwo medyczne, iż jest zdolny do gry.
25 września 2017 podpisał umowę na czas obozu treningowego z zespołem Philadelphia 76ers. 14 października został zwolniony.
3 lutego 2018 podpisał 10-dniową umowę z New Orleans Pelicans. 26 lutego przedłużył umowę z Pelicans do końca sezonu. 19 września został zwolniony, tuż przed rozpoczęciem obozu szkoleniowego.
1 września 2018 dołączył do Philadelphia 76ers na czas obozu szkoleniowego. 13 października został zwolniony.
22 listopada 2019 został zawodnikiem południowokoreańskiego Ulsan Mobis Phoebus.

## Osiągnięcia
Stan na 20 grudnia 2019, na podstawie, o ile nie zaznaczono inaczej.
NCAA
- Mistrz NCAA (2004)
- Uczestnik rozgrywek:
  - Elite Eight turnieju NCAA (2002, 2004)
  - Sweet Sixteen turnieju NCAA (2002–004)
- Mistrz:
  - turnieju konferencji Big East (2002, 2004)
  - sezonu regularnego Big East (2002, 2003)
- Zawodnik roku:
  - NCAA:
    - im. Chipa Hiltona (2004)[15]
    - Academic All-America (2004)
    - Pete Newell Big Man Award (2004 – przyznawana najlepszemu zawodnikowi NCAA, grającemu w low post)[16]
    - według National Association of Basketball Coaches (2004)[17]

  - konferencji Big East (2004)[18]
- Most Outstanding Player (MOP=MVP) turnieju mężczyzn NCAA (2004)[19]
- Obrońca roku:
  - NCAA (2003, 2004)[20]
  - Big East (2003, 2004)[21]
- Zaliczony do:
  - I składu:
    - All-American (2004)
    - Big East (2003, 2004)
    - pierwszoroczniaków Big East (2002)
    - turnieju Big East (2003)
    - NCAA Final Four (2004 przez Associated Press)[22]

  - III składu:
    - All-American (2003 przez NABC)
    - Big East (2002)

  - Connecticut Huskies of Honor
- Lider NCAA w blokach (2003)[23]

NBA
- Debiutant roku NBA (2005)[24]
- Zaliczony do I składu debiutantów NBA (2005)[25]
- Uczestnik Rising Stars Challenge (2005, 2006)
- Debiutant miesiąca NBA (listopad, grudzień – 2004, kwiecień 2005)
- Lider play-off w skuteczności rzutów z gry (2011)[26]

Reprezentacja
- Brązowy medalista olimpijski (2004)
- Uczestnik igrzysk panamerykańskich (2003 – 4. miejsce)